# Cyril Chamberlain
Cyril Hugh Basham Chamberlain (* 8. März 1909 in Paddington, London; † 30. April 1974 in Builth Wells, Wales) war ein britischer Schauspieler.

## Leben und Werdegang
Cyril Chamberlain debütierte 1936 in The Man Behind the Mask, einem von Michael Powells frühen, schnell produzierten B-Filmdramen, in einer noch nicht im Vorspann genannten Rolle. 1939 trat er in Edgar Wallace’ Smoky Cell auf, einem der ersten Fernsehfilme überhaupt. Bis Ende der 1930er Jahre hatte er sich als Nebendarsteller etabliert, seine ersten Rollencredits erhielt er 1939 als Peter Cashelton in Paul Ludwig Steins Drama Poison Pen. Nach dem 1942 produzierten Kriegsdrama Die Blockade von Charles Frend diente er bei der Royal Air Force im Zweiten Weltkrieg. Ab 1947 war er wieder als Schauspieler tätig und wurde weiterhin vor allem in kleineren Rollen beschäftigt. Meist verkörperte er Uniformträger wie Polizisten, Soldaten oder auch Schaffner. Spätestens seit Mitte der 1950er Jahre wurden die Rollen größer und anspruchsvoller. So spielte Chamberlain 1954 in John Gillings Flucht nach Eastbourne und im Jahr darauf in Auf der schwarzen Liste die jeweiligen Hauptantagonisten der Titelhelden. Er wirkte in einigen der klassischen Ealing-Komödien ebenso mit, wie jeweils in mehreren Komödien mit den Hauptdarstellern Donald Sinden und Norman Wisdom. Nachdem er seit 1954 schon in Ralph Thomas’ Doktor-Filmreihe mitwirkte, gehörte er auch von Beginn an zum Stamm der Carry-On-Filmreihe von dessen Bruder Gerald Thomas. Bis 1963 spielte Chamberlain in den ersten sieben Filmen der Reihe mit. 1966 zog er sich nach fast 150 Rollen in Kinofilmen und mehr als 20 Rollen in Fernsehproduktionen in den unterschiedlichsten Genres aus dem Filmgeschäft zurück. Er arbeitete neben den schon genannten Regisseuren unter anderem auch mit Alfred Hitchcock, Laurence Olivier, Ken Annakin, Harold French, John Gilling, Muriel Box, J. Lee Thompson, John Boulting, Basil Dearden, Roy Ward Baker, Frank Launder, Robert Asher und Wendy Toye zusammen. Neben seiner Arbeit in Filmen war er auch ein profilierter Bühnendarsteller und trat meist in Produktionen am Londoner West End auf.
Chamberlain zog nach Wales, wo er die letzten fünf Lebensjahre ein Antiquitätengeschäft betrieb und alte Möbel restaurierte. Schon zuvor hatte er in Watlington, Norfolk, ein Antiquitätengeschäft betrieben. Er hatte eine eigene Fernsehsendung, Treasure Chest, in der er sich mit Erbstücken beschäftigte. Chamberlain war dreimal verheiratet. Zuerst seit 1935 mit der Sprachtrainerin und späteren Schauspielerin Barbara Markham, seit 1944 mit der Editorin Stella Smallwood – beide Ehen wurden geschieden – und seit 1958 bis zu seinem Tod mit der Schauspielerin Lisa Lee, mit der er gemeinsam in sieben Filmen agierte, darunter dreien der St. Trinians-Filmreihe.

## Filmografie (Auswahl)
- 1939: Träumende Augen (Stolen Life)
- 1939: Der Spion in Schwarz (The Spy in Black)
- 1942: Die Blockade (The Big Blockade)
- 1947: Piratenliebe (The Man Within)
- 1947: Abgründe (The Upturned Glass)
- 1948: Die Blockade (auch Entscheidung in Ascot und Das Todesrennen, The Calendar)
- 1948: Der Mann ohne Gewissen (My Brother's Keeper)
- 1948: Quartett
- 1949: Wettfahrt mit dem Tod (Once a Jolly Swagman)
- 1949: Vom sündigen Poeten (The Bad Lord Byron)
- 1949: Freut euch des Lebens (auch Das Whisky-Schiff und Strandgut, Whisky Galore!)
- 1950: Die rote Lola (Stage Fright)
- 1950: Auf falscher Spur (The Clouded Yellow)
- 1951: Verbrechen ohne Schuld (auch Erpressung, Blackmailed)
- 1951: Das Glück kam über Nacht (auch Einmal Millionär sein, The Lavender Hill Mob)
- 1951: Maxie macht Karriere (Lady Godiva Rides Again)
- 1952: Gefährlicher Auftrag (auch Achtung, Menschenraub, Escape Route)
- 1953: Ich und der Herr Direktor (Trouble in Store)
- 1954: Hölle unter Null (Hell Below Zero)
- 1954: Endstation Harem (You Know What Sailors Are)
- 1954: Aber, Herr Doktor… (Doctor in the House)
- 1954: Diamanten (The Diamond)
- 1954: Heiße Fracht nach London (auch Leichte Frauen und Rauschgift, Forbidden Cargo)
- 1954: Flucht nach Eastbourne (The Embezzler)
- 1954: In die Falle gegangen (Impulse)
- 1954: Auf der schwarzen Liste (Tiger by the Tail)
- 1955: Ferien mit Papa (Raising a Riot)
- 1955: X-Boote greifen an (auch Submarine - U-Boote greifen an, Above Us the Waves)
- 1955: Doktor Ahoi! (auch Doktor auf hoher See, Doctor at Sea)
- 1955: Lieber reich, aber glücklich (auch Kleine, süße Bestie, Value for Money)
- 1955: Simon und Laura (Simon and Laura)
- 1955: Ich und der Herr Minister (Man of the Moment)
- 1955: Ein Alligator namens Daisy (An Alligator Named Daisy)
- 1956: Der beste Mann beim Militär (Private's Progress)
- 1956: Der eiserne Unterrock (The Iron Petticoat)
- 1956: Kronzeuge gesucht (Eyewitness)
- 1956: Der grüne Mann (The Green Man)
- 1956: Ich und die Frau Gräfin (auch Was lange währt…, Up in the World)
- 1956: Da hast du nochmal Schwein gehabt (auch Schöne Frauen, falsche Pfunde und Das große Geld, The Big Money)
- 1957: Hilfe, der Doktor kommt! (Doctor at Large)
- 1957: Der Prinz und die Tänzerin (The Prince and the Showgirl)
- 1957: Eine Braut in jeder Straße (auch Das Wunder von London, Miracle in Soho)
- 1957: Ein Spatz in der Hand (auch Der goldene Tip, Just My Luck)
- 1957: Einer kam durch (The One That Got Away)
- 1958: Kleine Übeltäter (Innocent Sinners)
- 1958: Die letzte Nacht der Titanic (A Night to Remember)
- 1958: Kopf hoch – Brust raus! (Carry On Sergeant)
- 1959: Immer Ärger mit den Ladies (Operation Bullshine)
- 1959: 41 Grad Liebe (Carry On Nurse)
- 1959: Ist ja irre – Lauter liebenswerte Lehrer (Carry On Teacher)
- 1959: Treppauf - Treppab! (Upstairs and Downstairs)
- 1959: Die liebestolle Familie (Please Turn Over)
- 1960: Die grüne Minna (Two Way Stretch)
- 1960: Die Herren Einbrecher geben sich die Ehre (The League of Gentlemen)
- 1960: Dreimal Liebe täglich (auch Dreimal täglich Liebe und Dr. H. – Der Blinddarmkiller, Doctor in Love)
- 1960: Ist ja irre – Diese strammen Polizisten (auch Uns kann kein krummes Ding erschüttern, Carry On Constable)
- 1960: Die Rakete zur flotten Puppe (The Bulldog Breed)
- 1961: Schwarze Fackel (Flame in the Streets)
- 1961: Die Creme, von der man spricht (Dentist on the Job)
- 1961: Quintett mit Harfe und Trompete (Raising the Wind)
- 1961: Nicht so toll, Süßer (Carry On Regardless)
- 1962: Das letzte Wort hat sie (A Pair of Briefs)
- 1962: Früh übt sich… (On the Beat)
- 1962: Die eiserne Jungfrau (The Iron Maiden)
- 1962: Ist ja irre – der Schiffskoch ist seekrank (Carry On Cruising)
- 1963: Bettgelächter (auch Wo ein Wille ist…, A Stitch in Time)
- 1963: Ist ja irre – diese müden Taxifahrer (auch Der Krach kommt doch, Carry On Cabby)